# Molossus aztecus
Molossus aztecus är en fladdermus i familjen veckläppade fladdermöss som förekommer i Central- och Sydamerika.

## Utseende
Arten blir 6,1 till 6,7 cm lång (utan svans), svanslängden är ungefär 3,1 till 3,9 cm och vikten varierar mellan 10 och 14 g. Djuret har 3,6 till 3,8 cm långa underarmar, upp till 1 cm långa bakfötter och i genomsnitt 1,4 cm stora öron. Pälsen på ovansidan är chokladbrun till svartbrun och undersidan är täckt av lite ljusare päls. Artens flygmembran, öron och nakna områden vid nosen har en svart färg. Håren vid ryggens topp är upp till 4 mm långa. Flera hår på ovansidan har ett vitt band i mitten.

## Utbredning
Utbredningsområdet sträcker sig från delstaten Jalisco i centrala Mexiko över Centralamerika till Venezuela. Enstaka exemplar hittades i delstaten Minas Gerais i östra Brasilien som troligen utgör en avskild population. Molossus aztecus lever även på mindre öar som Cozumel. Den vistas i låglandet och i bergstrakter upp till 1300 meter över havet. Fram till 2018 registrerades inga exemplar i El Salvador. Habitatet utgörs av olika slags skogar och dessutom besöks stadsparker.

## Ekologi
Molossus aztecus vilar troligen på dagen i trädens håligheter. Den jagar flygande insekter.

## Status
Landskapsförändringar är det största hotet för arten. Arten är allmänt sällsynt men i några regioner som på Yucatánhalvön är den vanligare än andra familjemedlemmar. IUCN listar Molossus aztecus på grund av den stora utbredningen som livskraftig (LC).